# Lubstów
Lubstów [pronunciación en polaco: /ˈlupstuf/] Es un pueblo en el distrito administrativo de Gmina Sompolno, dentro del Distrito de Konin, Voivodato de Gran Polonia, en el centro-oeste de Polonia. Se encuentra aproximadamente 7 kilómetros al sur de Sompolno, 21 kilómetros al noreste de Konin, y 107 kilómetros al este de la capital regional, Poznań.
El pueblo tiene una población de 643 habitantes.